# Team Aerts
Team Aerts is een Nederlands team van K-1 en Muay Thai vechtsporters. Het team met leden uit verschillende landen is opgericht door en staat onder leiding van Peter Aerts. De trainingen vinden plaats bij Sportcentrum Kops in Amsterdam.